# Saint-Féliu-d'Avall
Saint-Féliu-d'Avall é uma comuna francesa na região administrativa da Occitânia, no departamento dos Pirenéus Orientais. Estende-se por uma área de 10.79 km², com 2.830 habitantes, segundo o censo de 2018, com uma densidade de 260 hab/km².